# Cusseta (Georgia)
Cusseta – miasto w Stanach Zjednoczonych, w stanie Georgia, siedziba administracyjna hrabstwa Chattahoochee.